# Персидская песчанка
Персидская песчанка (лат. Meriones persicus) — вид грызунов рода малых песчанок.

## Описание
Длина тела от 13 до 18,5 см, длина хвоста от 13,6 до 19 см, вес от 72 до 172 г. Мягкий мех сверху от жёлто-коричневого до красно-коричневого цвета, снизу белого цвета. На конце хвоста кисточка.
Страны распространения: Афганистан, Армения, Азербайджан, Иран, Ирак, Пакистан, Турция, Туркменистан. Высота проживания достигает 3250 метров над уровнем моря. Проживает в предгорных и горных степях.
Ночной, наземный, общительный, всеядный вид.

## Охранный статус
В целом нет серьезных угроз для этого вида
, хотя некоторые популяции могут оказаться под угрозой из-за длительных периодов засухи. Этот вид присутствует во многих природоохранных районах.